# ChinaSMACK
chinaSMACK是一個报道中國互聯網文化、趨勢和討論的網誌。虽然其服务器位於美國加利福尼亚州，但网站其实是由一位網名為“Fauna”的女性在中國上海市創立和運營的。网站的大部分內容由熱門的中文互聯網新聞文章、社交媒體帖子和中國網民評論組成，並翻譯成英文，方便看不懂中文的读者閱讀。創始人Fauna在接受采訪時表示，她創建該網站的目的是練習英語和“讓外國人了解中國人感興趣的故事”。
網站在中國的外籍人士中很受歡迎，根據其創始人在2010年的說法，chinaSMACK的讀者中大約有32%來自美國，16%來自中國，6%來自加拿大，5%來自英國。网站的第一篇文章於2008年7月9日發布。從那時起，網站还啟發了一些姊妹網誌，koreaBANG、indoBOOM、russiaSLAM和japanCRUSH等，它們遵循了类似chinaSMACK的編輯使命和格式，报道各自的國家和網民群體。
引用过chinaSMACK的著名媒體和出版物有《紐約時報》、BBC、CNN、法新社、《电讯报》、华尔街日报、《华尔街日报》、《時代》、《经济学人》和《科拜尔报告》等。